# Ichneumon atrox
Ichneumon atrox är en stekelart som beskrevs av Cresson 1877. Ichneumon atrox ingår i släktet Ichneumon och familjen brokparasitsteklar. Inga underarter finns listade i Catalogue of Life.